# Gloveria integrifolia
Gloveria integrifolia là một loài thực vật có hoa trong họ Dây gối. Loài này được (L.f.) Jordaan mô tả khoa học đầu tiên năm 1998.